# Giftgasangriff von Chan Schaichun

Karte mit eingezeichneter Frontlinie und dem lokalisierten Ort des Giftgasangriffs bei Chan Schaichun in Syrien.

Bei dem Giftgasangriff am 4. April 2017 starben in der syrischen Stadt Chan Schaichun während des Bürgerkriegs in Syrien durch Giftgas mindestens 86 Menschen und weitere wurden verletzt.
In Syrien findet seit Jahren ein Bürgerkrieg statt; die Provinz Idlib wurde damals von einem syrischen Rebellenbündnis kontrolliert und galt als wichtigste Hochburg der Rebellen.
Die Regierungen zahlreicher Länder, darunter USA, Frankreich, Großbritannien und Deutschland, machten die syrische Regierung für den Giftgas-Angriff verantwortlich.

## Verlauf
Am Morgen des 4. April erschienen hunderte Fotos und Videos (sie zeigen Verletzte mit Atemnot und Erstickungsanfällen sowie Tote) sowie Augenzeugenberichte in den sozialen Medien. Regionale Nachrichtenagenturen und die oppositionelle Syrische Beobachtungsstelle für Menschenrechte meldeten den Luftangriff eines Kampfflugzeugs um etwa 6 Uhr 30 Ortszeit.
Einige Stunden später fand ein zweiter Luftangriff statt; eine Rakete traf das Krankenhaus der Stadt, in dem viele Opfer des Giftgases behandelt wurden. Auch die lokale Zentrale der syrischen Weißhelme wurde getroffen.
Ärzte ohne Grenzen meldete nach dem Angriff, dass Patienten Symptome zeigten, die typischerweise bei Opfern von Sarin oder ähnlichen Giftgasen auftreten.
Die Weltgesundheitsorganisation ging am 5. April aufgrund von Autopsien an drei Leichen durch türkische Ärzte davon aus, dass es sich um einen Nervenkampfstoff, vermutlich Sarin oder ein anderes Nervengas handelte. Der türkische Justizminister Bekir Bozdağ äußerte sich nicht zu der Frage, um welchen Nervenkampfstoff es sich gehandelt haben könnte.
Einen Tag nach dem Angriff behauptete der Sprecher des russischen Verteidigungsministeriums, ein Kampfjet der syrischen Luftwaffe habe eine Chemiewaffenfabrik und ein großes Munitionslager im Osten von Chan Schaichun getroffen; letzteres sei explodiert.
Sarin wird normalerweise aber in zwei Vorstadien gelagert; erst durch die Mischung der zwei Stoffe wird es zum Giftgas und diese Vorstadien würden bei einem Luftangriff wirkungslos in Flammen aufgehen. Der Luftangriff habe, so der russische Sprecher, zwischen 11:30 und 12:30 Uhr Ortszeit stattgefunden.
Diese Behauptungen passen nicht zu den hunderten schon einige Stunden zuvor veröffentlichten Fotos und Videos.
Ebenfalls am 5. April 2017 tagte der UNO-Sicherheitsrat und beriet über den Giftgasangriff. Russland legte sein Veto gegen eine Resolution ein, in welcher die syrische Regierung nicht einmal genannt wurde. Die syrischen Streitkräfte wären darin jedoch aufgefordert worden, ihre Einsätze dieses Tages offenzulegen.
Am 7. April 2017 ließ US-Präsident Donald Trump als Reaktion auf den Giftgas-Angriff den Militärflugplatz asch-Schaʿirat mit Marschflugkörpern angreifen.
Die russische Regierung sprach von einer Belastung für die Beziehungen zwischen Russland und den USA und verlegte die Fregatte Admiral Grigorowitsch ins Mittelmeer.
Russland wolle den Angriff in Syrien untersuchen lassen.
Die syrische Regierung und Russlands Präsident Putin bestritten eine Verantwortung syrischer Streitkräfte für den Giftgaseinsatz. Syriens Außenminister Walid al-Muallim behauptete, die Streitkräfte Syriens hätten nie Chemiewaffen gegen das eigene Volk eingesetzt und würden das auch in Zukunft nicht tun. Syriens Präsident Assad bezeichnete den Chemiewaffenangriff als zu „hundert Prozent konstruiert“.
Am 11. April veröffentlichte die Regierung Trump ein detailliertes Statement.
Die internationale Organisation OPCW (Organisation für das Verbot chemischer Waffen) teilte am 19. April 2017 mit, laut ihren Untersuchungen seien die Opfer vom Kampfstoff Sarin oder einem sarinähnlichen Stoff verletzt oder getötet worden. Sie kündigte zugleich an, weitere Recherchen vor Ort zu betreiben, sobald die Sicherheitslage dies zulasse.
Am 21. April 2017 teilten die Chefermittler der unabhängigen Syrien-Kommission der Vereinten Nationen mit, dass sie davon überzeugt sind, dass das eingesetzte Giftgas Sarin war.
In der letzten Aprilwoche erklärte Frankreich aufgrund von Proben vom Angriffsort und Opfern, die Herstellungsmethode des gefundenen Sarins trage „die Signatur des Regimes“.
Eine Sonderkommission der Vereinten Nationen (UN), die „Independent International Commission of Inquiry on the Syrian Arab Republic“, veröffentlichte im September 2017 ihren Bericht. Die Kommission war nicht selbst vor Ort. Fotos hätten jedoch Splitter einer chemischen Bombe gezeigt, wie sie zu Sowjetzeiten üblich war. Sie sei von einem Kampfflugzeug vom Typ Su-22 abgeworfen worden, wie es von den syrischen Luftstreitkräften eingesetzt wird. Aufgrund dieser Erkenntnisse, die auch auf Satellitenaufnahmen und Augenzeugenberichten beruhten, machte die Untersuchungskommission die syrische Regierung für den Angriff verantwortlich.

## Weitere Reaktionen
Am 19. April zitierte die US-Zeitung The Nation das oben erwähnte vierseitige Papier, für welches nicht die Geheimdienste, sondern die Trump-Regierung zeichnete. Das Papier lieferte offenbar dem Angriff mit den Cruise-Missiles am 7. April eine Legitimation. Es bestand gerade nach den Angriff in den USA weiterhin Skepsis bezüglich des genauen Hergangs des Vorfalls in der Zeit bis zum Erscheinen des Berichts der OPCW, der innert zwei Wochen erwartet wurde.
Das kanadische Außenministerium hat am 29. Juni 2017 mitgeteilt, dass Kanada der OPCW außer-budgetmäßig CAN$ 2,5 Millionen (etwa US-$ 1,9 Millionen) zur Verfügung stellt. Außenministerin Chrystia Freeland zufolge dient das Geld dazu, dass die OPCW ihre Untersuchungskapazitäten in Syrien erhöht.

## Sonstiges
Bereits 2013 wurde das von Aufständischen gehaltene Ghuta mit Sarin angegriffen.
Angeblich setzte die syrische Regierung im Zeitraum 1. Januar bis 4. April 2017 fünf Mal das Giftgas Chlor ein.
Asianews.it veröffentlichte am 8. Juli 2017 einen Artikel des Journalisten Uri Avneri. Averi schrieb, bis dato lägen keine Belege für die Urheberschaft des Assad-Regimes vor und die Motivlage spräche dagegen.
Die Ermittler haben nicht nur Proben überprüft, die von Aufständischen in Chan Scheichun gesammelt wurden, sondern auch Proben, die von der syrischen Regierung übergeben wurden. Das syrische Regime hatte die Proben vor der Übergabe an die OPCW selbst in einem Labor untersuchen lassen (wobei Sarin-Rückstände gefunden wurden) und diese Ergebnisse der OPCW weitergeleitet.
Damit ist ausgeschlossen, dass die OPCW-Ermittler die Proben manipulierten. Assad-Anhänger haben Vorwürfe dieser Art im Internet verbreitet.